# Port de l'Arsenal
Pour les articles homonymes, voir Arsenal (homonymie).
Ne doit pas être confondu avec Jardin du Port-de-l'Arsenal.
Le port de l'Arsenal ou bassin de l'Arsenal, est situé à Paris.

## Situation et accès
Il relie le canal Saint-Martin à la Seine, entre le quai de la Rapée et la place de la Bastille. C'était autrefois un port de marchandises qui est devenu depuis 1983 un port de plaisance. Il fait partie du réseau des canaux parisiens et constitue la frontière entre les 4e et 12e arrondissements de Paris.

## Description

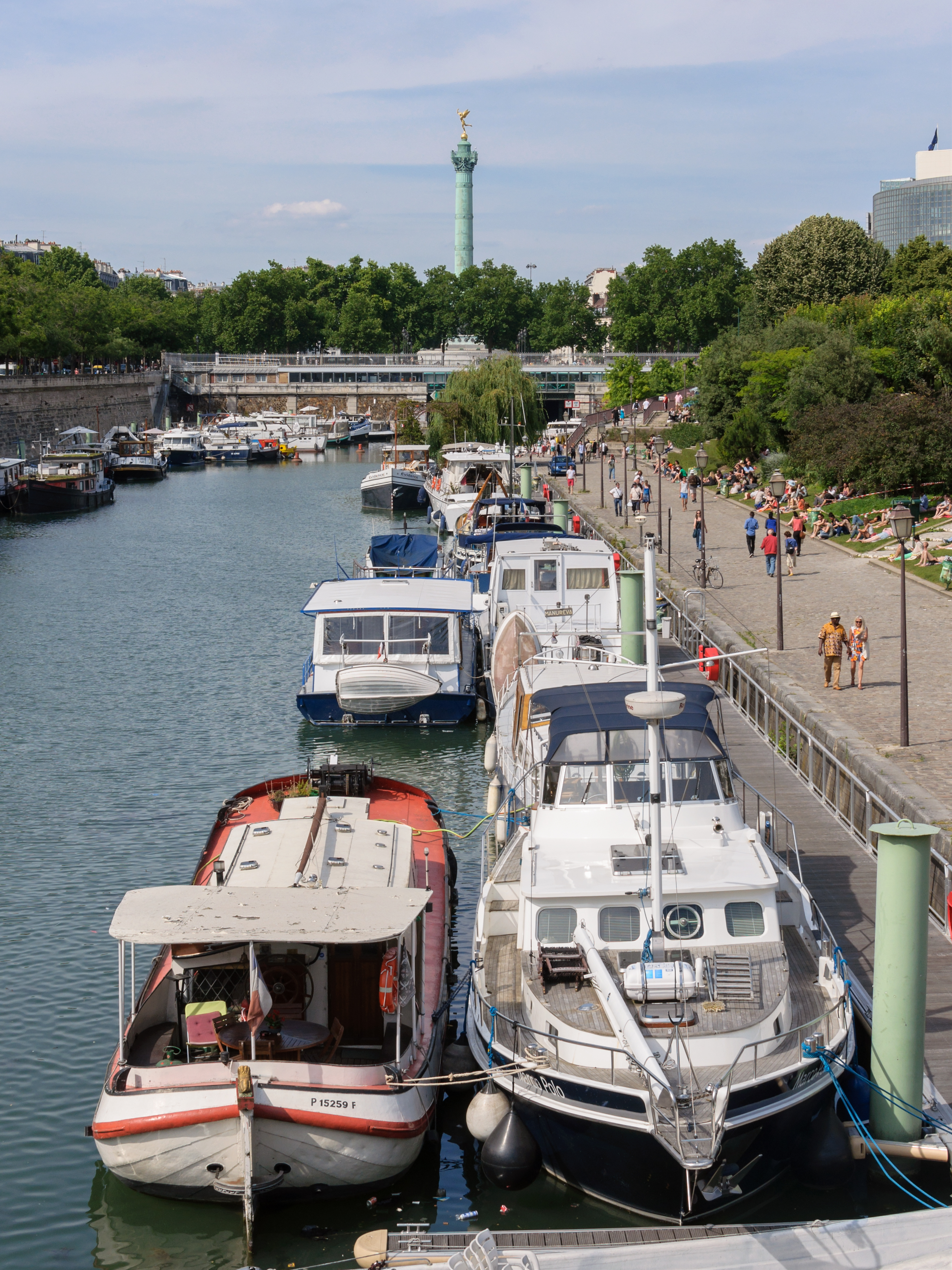
Bateaux amarrés le long du jardin du Port-de-l'Arsenal.

Le bassin de l'Arsenal est doté d'un plan d'eau qui se trouve à 3 m au-dessus du niveau de la Seine. Il est relié au fleuve par une écluse pour permettre la navigation. L'écluse de l'Arsenal est la 9e écluse du canal Saint-Martin.
Une passerelle fut édifiée en 1895 : longtemps désignée sous le nom de passerelle Mornay, elle prend en février 2025 le nom de passerelle Jim-Morrison. En enjambant les deux berges du bassin de l'Arsenal, elle relie  boulevard Bourdon dans le 4e arrondissement au boulevard de la Bastille dans le 12e arrondissement.
Lors des travaux d'aménagement de la station de métro de la ligne 1 à la place de la Bastille et de la ligne 5 au sud du bassin de l'Arsenal, deux ponts métalliques furent construits aux deux extrémités du bassin entre 1879 et 1928. L’élargissement du pont Morland au-dessus de l'écluse de l'Arsenal est réalisé au même temps.
Le port de plaisance Paris-Arsenal ouvert en 1983 offre 177 postes d'amarrage. Lors de la mise en place du port de plaisance, le jardin du Port-de-l'Arsenal est créé sur la berge est du bassin, du côté du boulevard de la Bastille ; il est intégré en 2017 au parc Rives-de-Seine nouvellement créé.

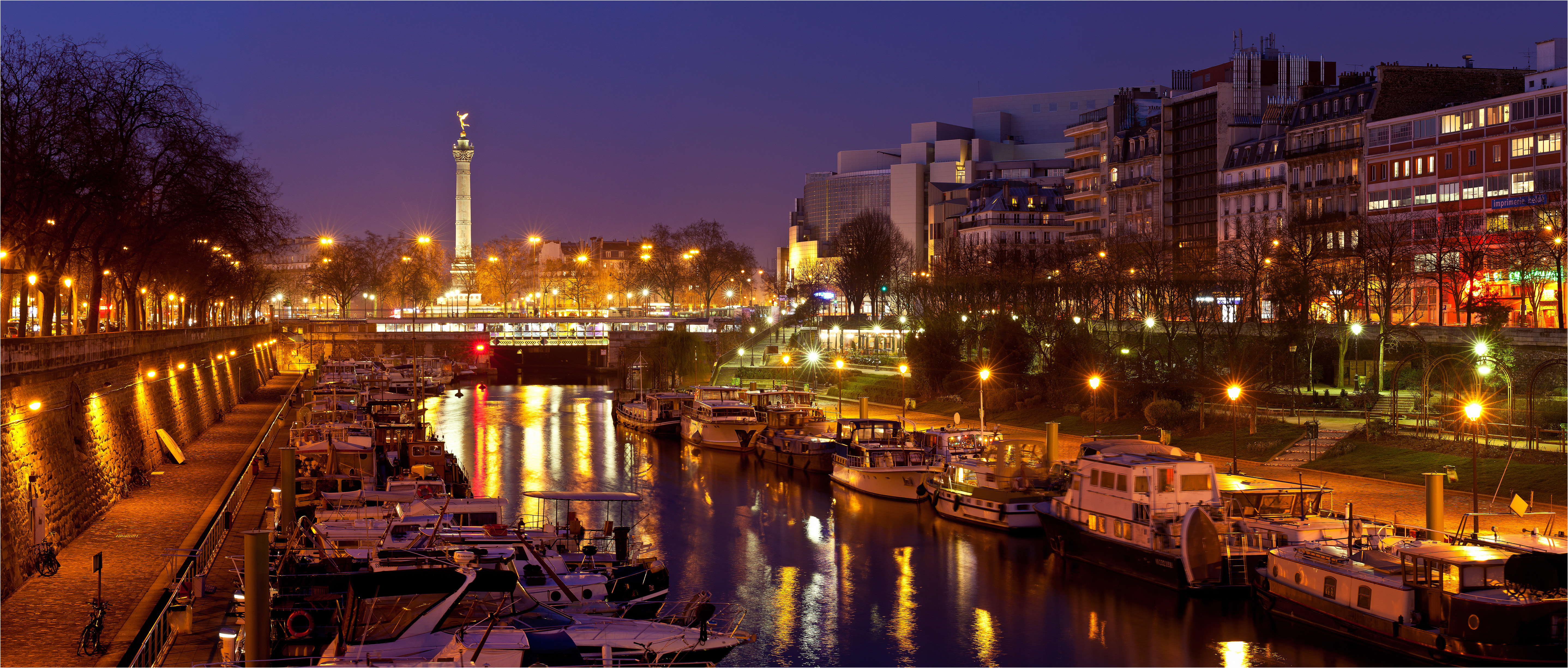
Port de l'Arsenal et place de la Bastille.

## Historique

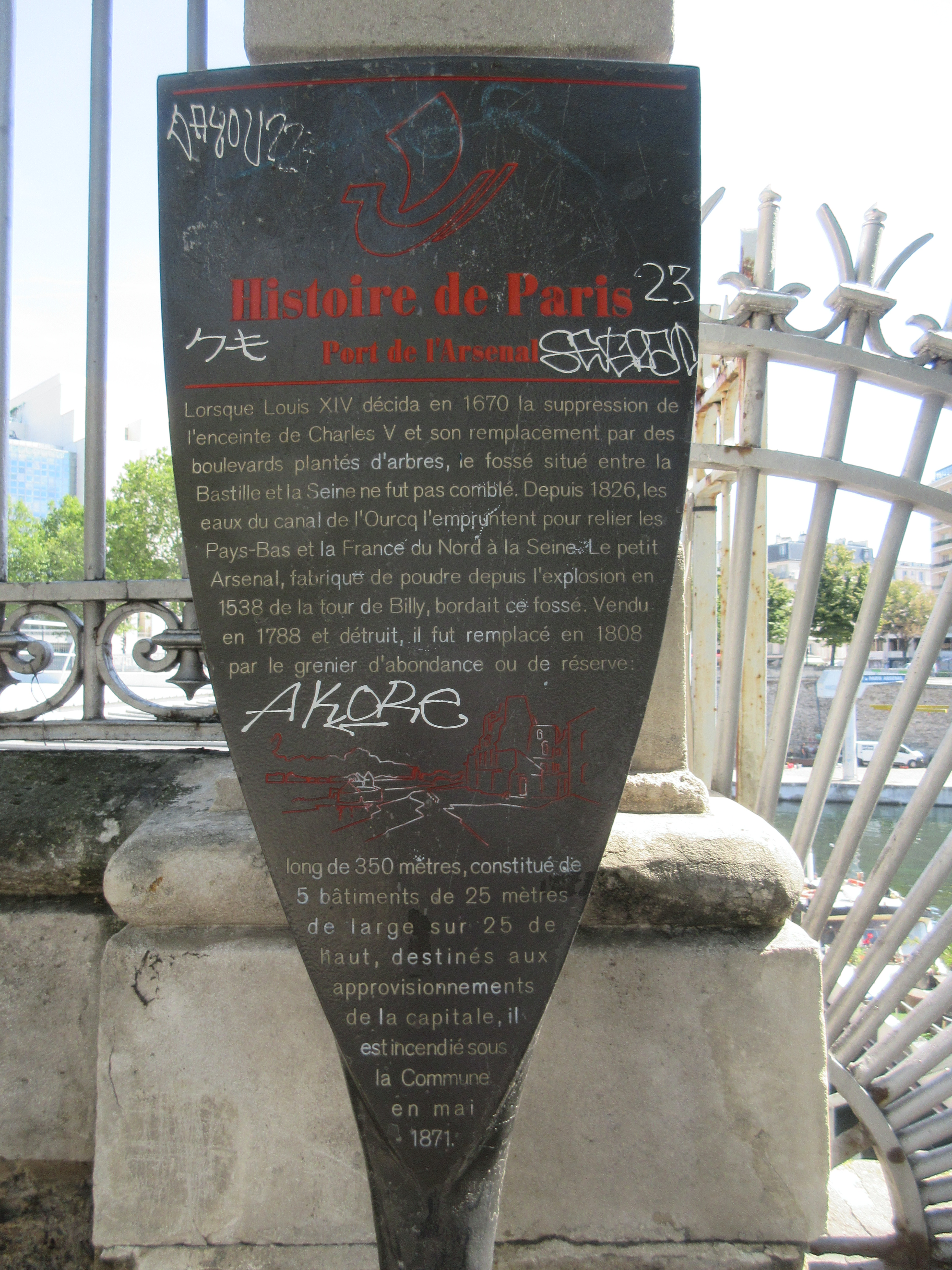
Panneau Histoire de Paris
« Port de l'Arsenal ».

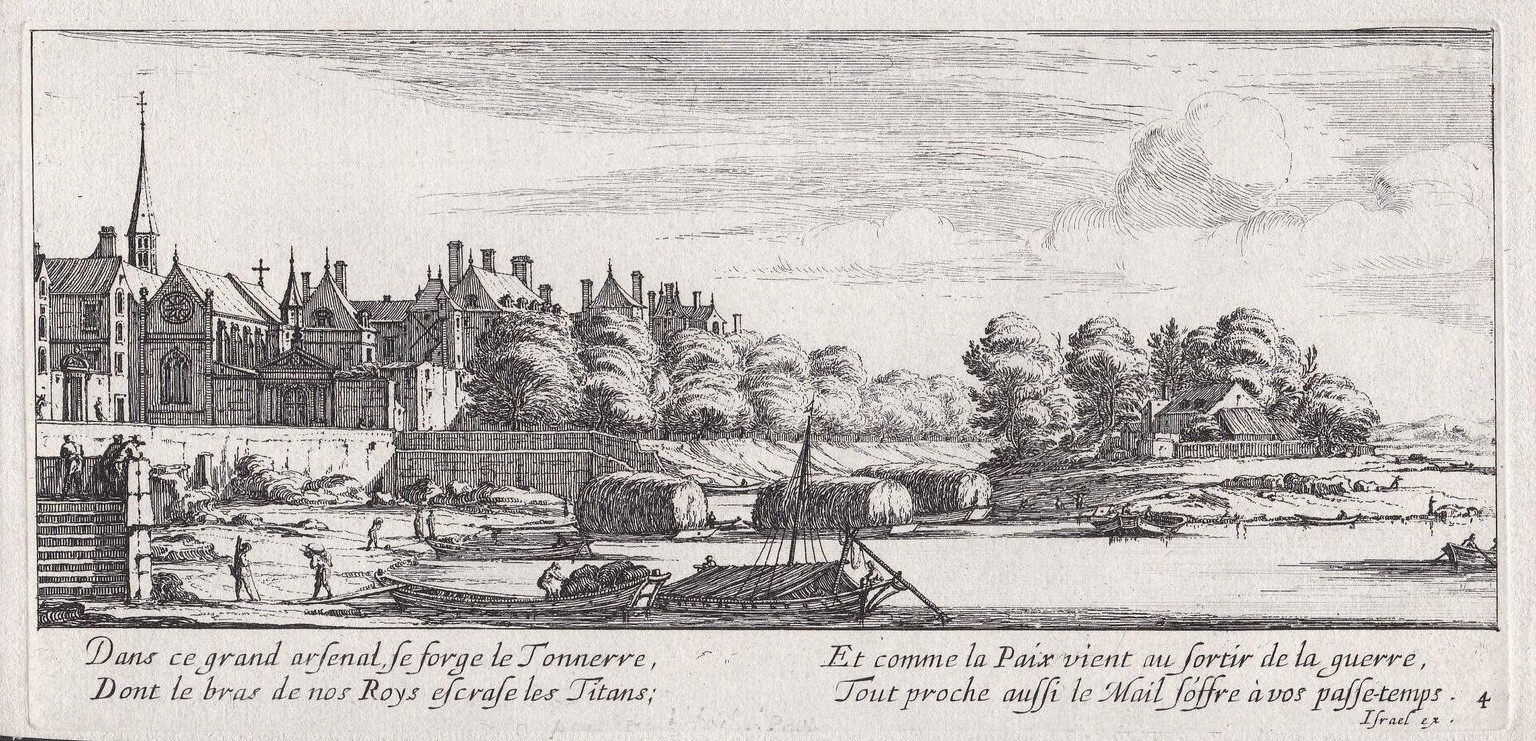
L'Arsenal de Paris, par Israël Silvestre, vers 1650.

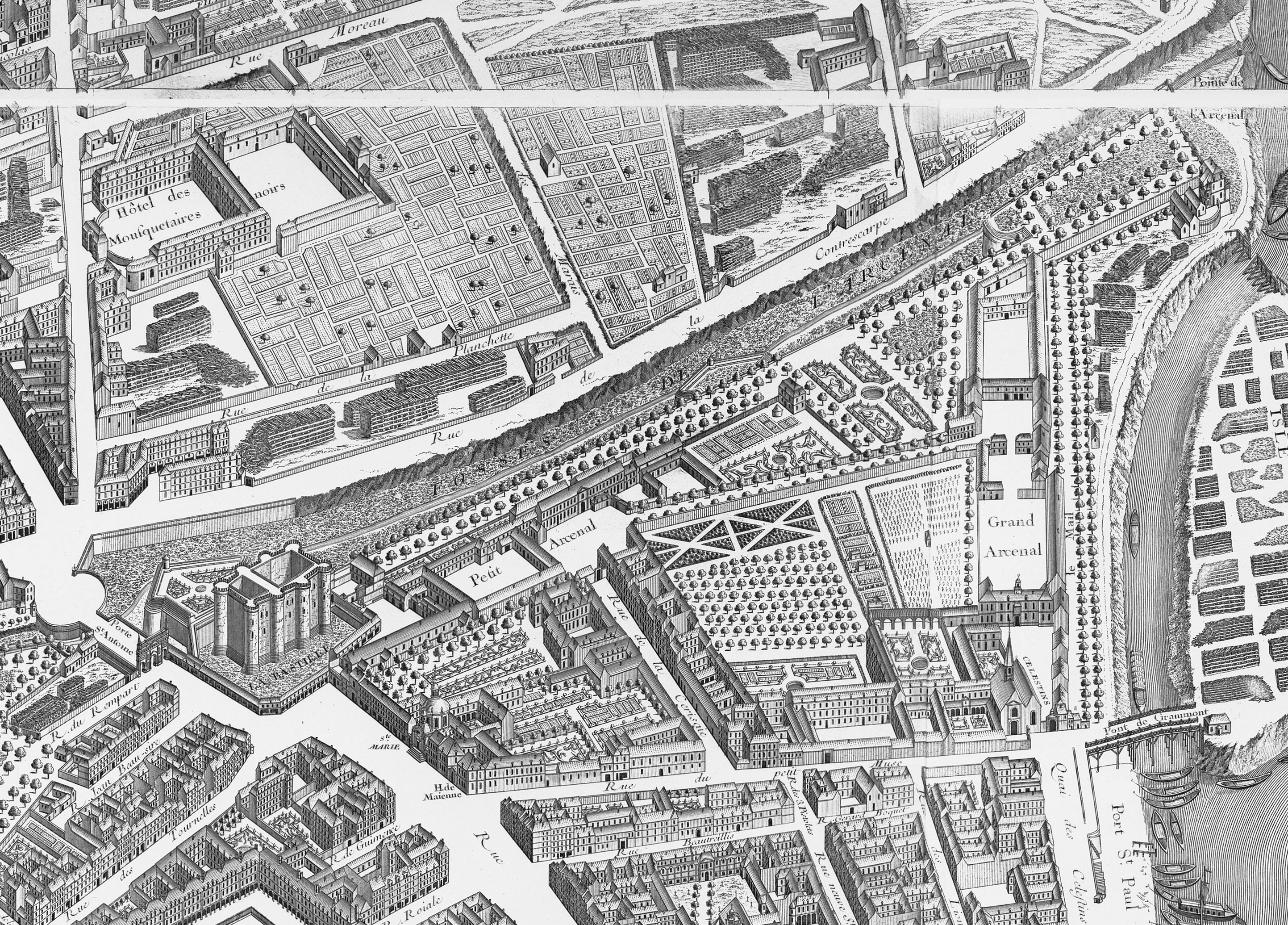
Fossés de l'Arsenal sur le plan de Turgot (1734-1736) (détail).

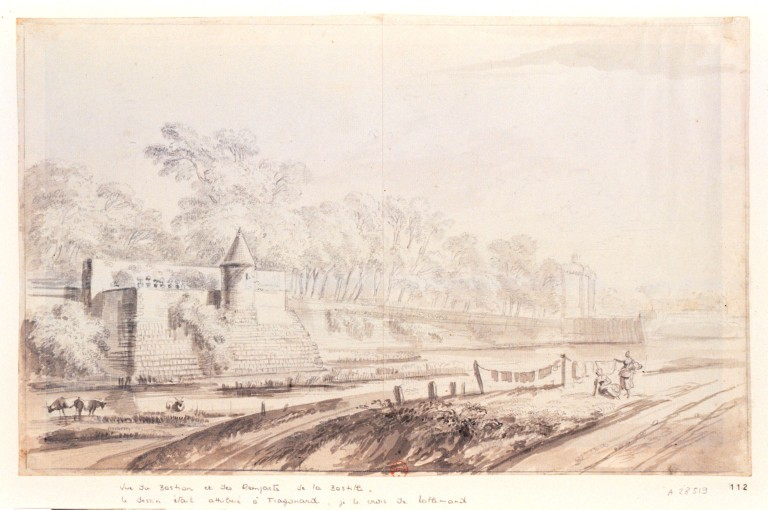
Le fossé devant le bastion et les remparts de la Bastille vers 1750.

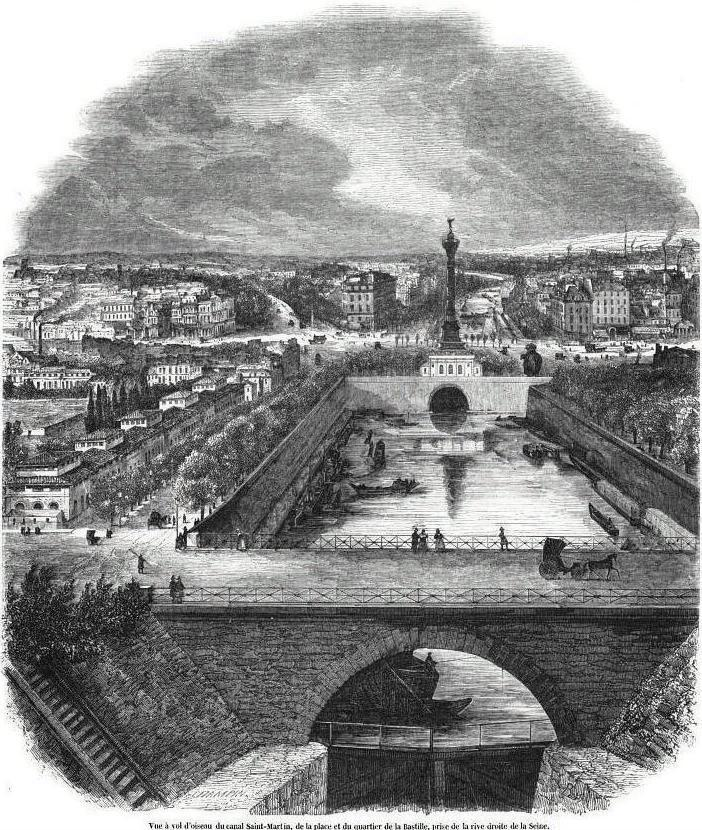
Vue sur le canal en 1845.

Entre les XVIe et XIXe siècles, à l'emplacement du bassin se dresse un arsenal qui lui a donné son nom. Pour renforcer les capacités de défense de la ville de Paris, Charles V le Sage décide de bâtir une enceinte supplémentaire en 1356 entourée de deux fossés, qui seront ensuite regroupés en une seule sous François Ier. À l'époque d'Henri II, deux bastions sont ajoutés à celui de la Bastille.
Après la destruction de la Bastille pendant la Révolution française en juillet 1789, le bassin de l'Arsenal a été creusé pour remplacer le fossé qui remplissait les douves de la forteresse en eau de la Seine.
Dans le plan d'aménagement des eaux de Paris au XVIIIe siècle, la construction d'un canal entre la rivière Ourcq et la Seine est entreprise. L'ingénieur Jean-Pierre Brullée, responsable de l'entretien de ce fleuve, est chargé dès 1748 des aménagements. Le canal Saint-Martin est construit entre 1822 et 1825, joignant le bassin de la Villette et la Seine à la hauteur de l’Arsenal. Il a permis de raccourcir de 35 à 12 km le trajet entre le Quai Henri-IV et l'île Saint-Denis en passant sous la place de la Bastille et en même temps d'apporter de l'eau potable au cœur de la capitale.
Sous Napoléon Ier débute la construction d'un grenier de réserve de céréales le long du côté ouest du bassin de l'Arsenal. Se heurtant à la chute de l'Empire, les travaux sont achevés sous la Restauration. On réutilise  le bois de l'échafaudage de l'Arc de Triomphe pour la charpente du grenier. En 1825, le canal Saint-Martin arrive à la gare de l'Arsenal, qui avait été établie sur les fossés de l'Arsenal, élargis et débarrassés de leurs anciennes constructions. Cette gare fluviale, de 586 mètres de longueur et d'environ 58 mètres de largeur, ne pouvait contenir que 70 à 80 bateaux, parce que son milieu devait être laissé libre pour les bateaux entrants et sortants. Un pont en biais s'élevait au-dessus de l'écluse de garde, à l'endroit où les eaux de la gare communiquaient avec la Seine.
Avec l'augmentation du trafic des péniches sur le canal Saint-Martin durant le XIXe siècle et une grande partie du XXe siècle, le bassin de l'Arsenal est devenu un important port commercial de Paris. D'une longueur de 600 m, le bassin facilite le chargement et le déchargement des marchandises, essentiellement du vin, du blé et du bois. Il fait partie du réseau des voies navigables dont la ville de Paris est propriétaire.
Séparé de la Seine par l'écluse de l'Arsenal, le port commercial a été transformé en port de plaisance en 1983 par décision de la mairie de Paris et de la Chambre de commerce et d'industrie de Paris. La navigation de tourisme prend alors le relais du trafic de fret. L'écluse de l'Arsenal est rénovée et automatisée. Depuis le 1er janvier 2008, la gestion du port de l'Arsenal a été confiée à une société spécialisée, Fayolle Marine, par une délégation de service public. Ce délégataire a mené des travaux de modernisation du port en 2008 et 2009.

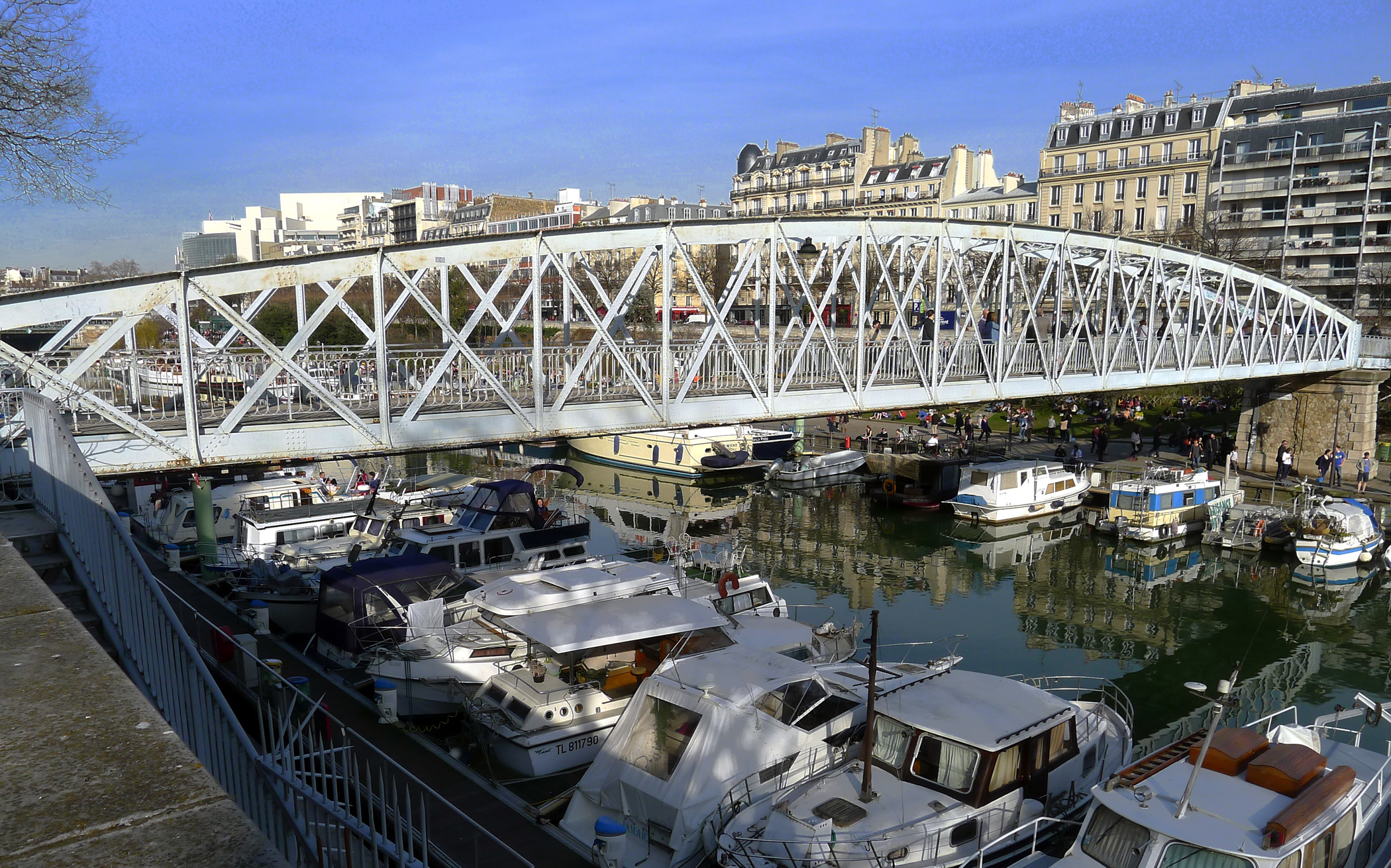
Passerelle Jim-Morrison.
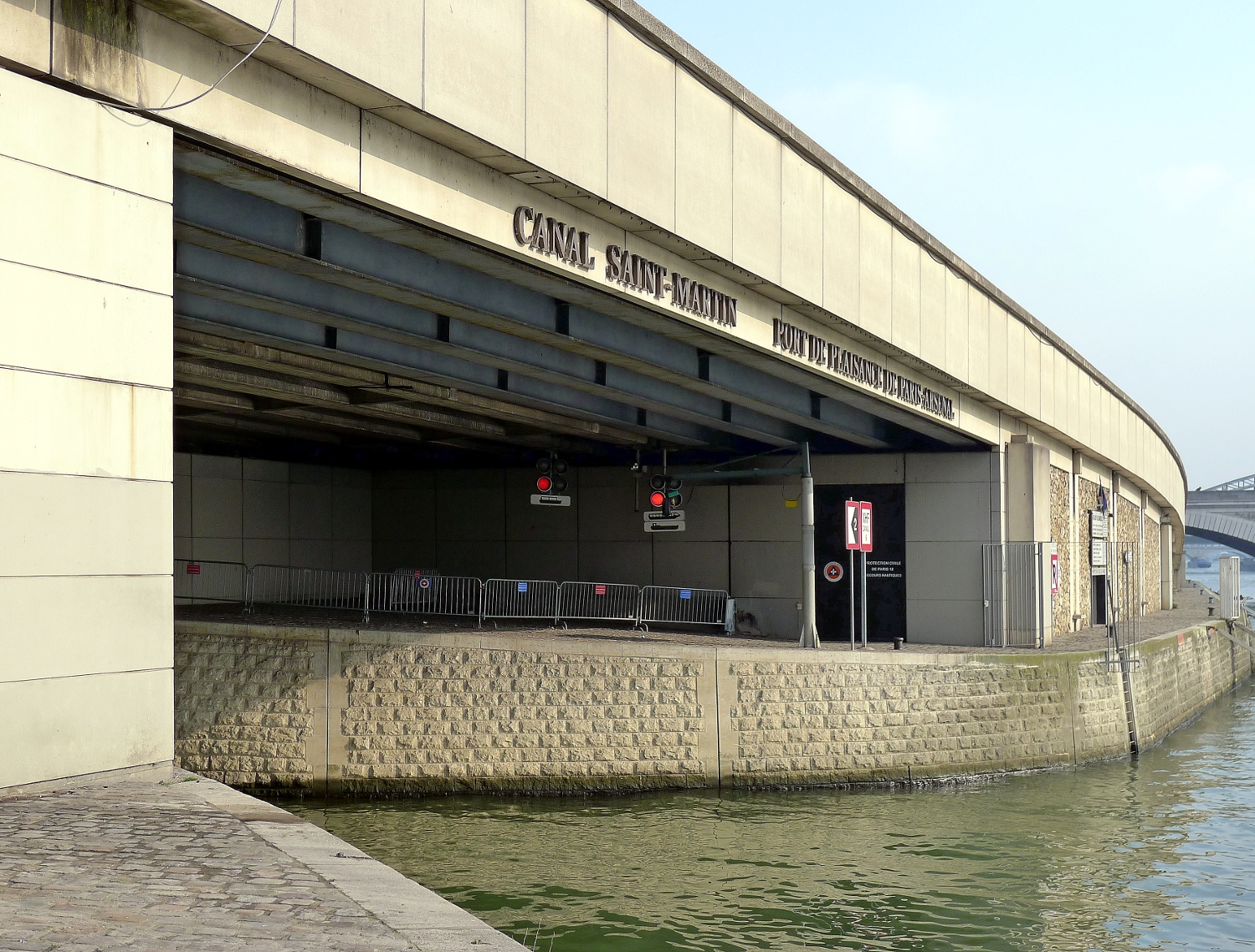
Entrée du canal côté Seine.
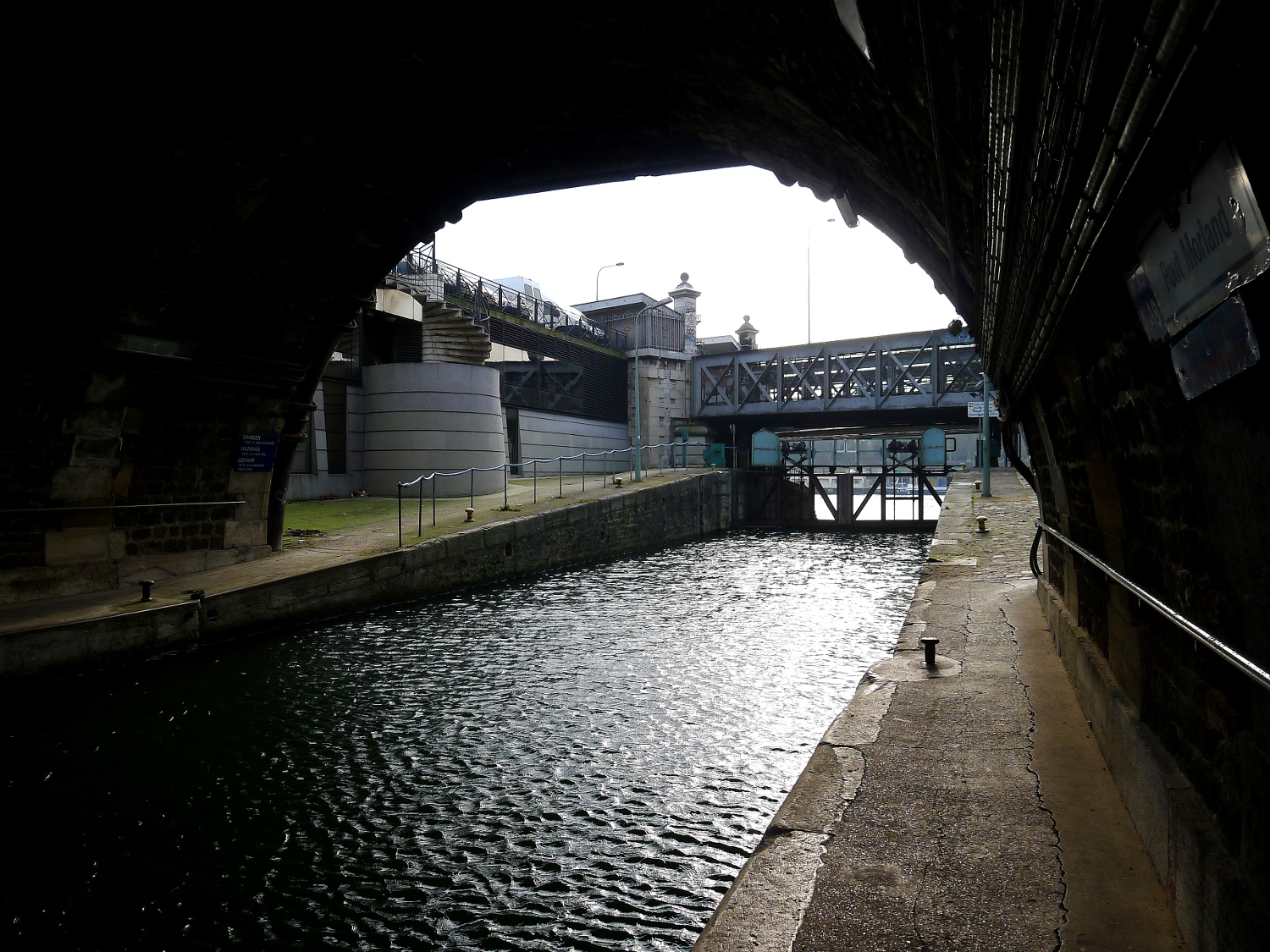
Vue de l'écluse de l'Arsenal vers la Seine.

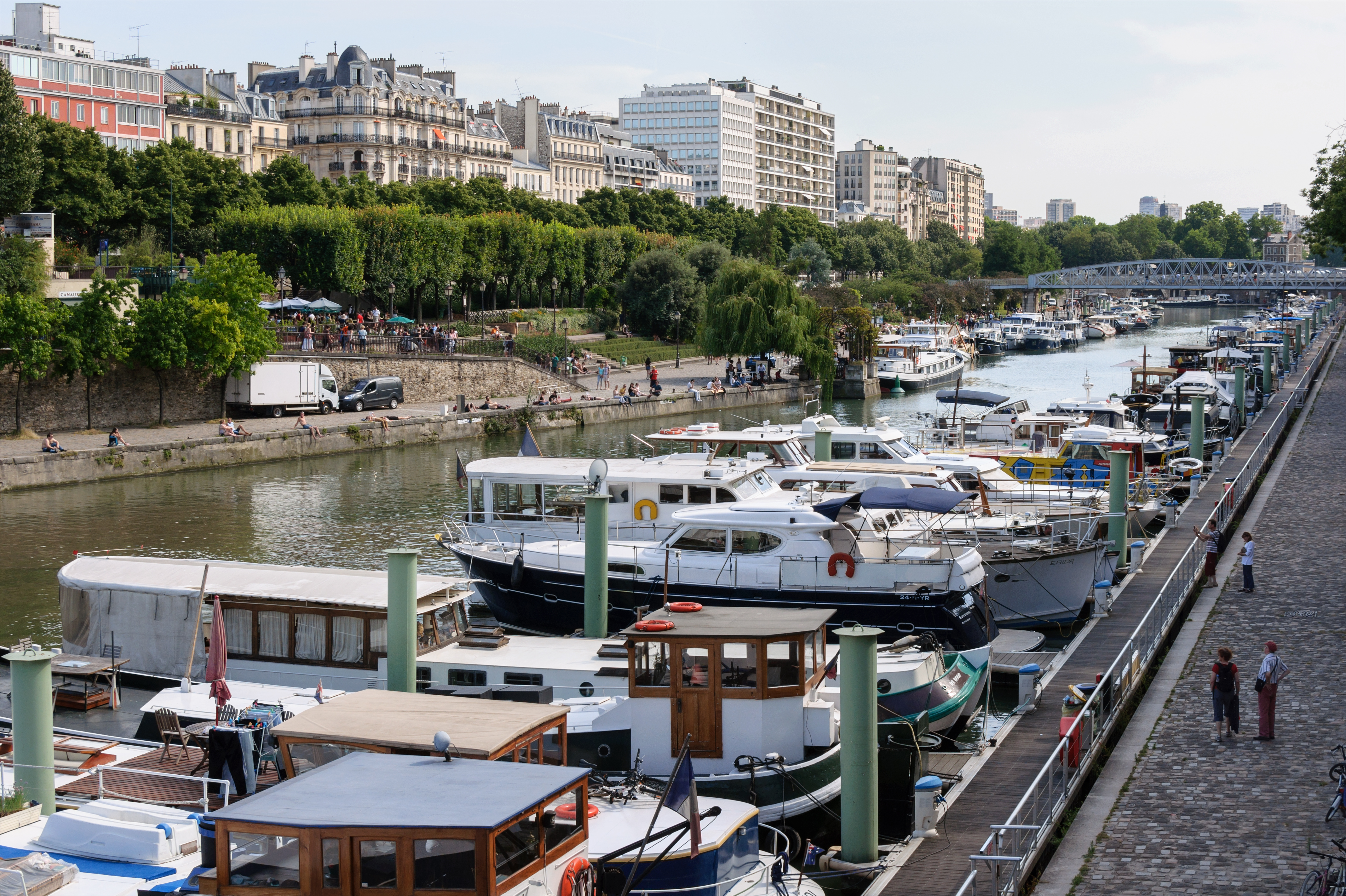
Vue depuis le boulevard Bourdon.
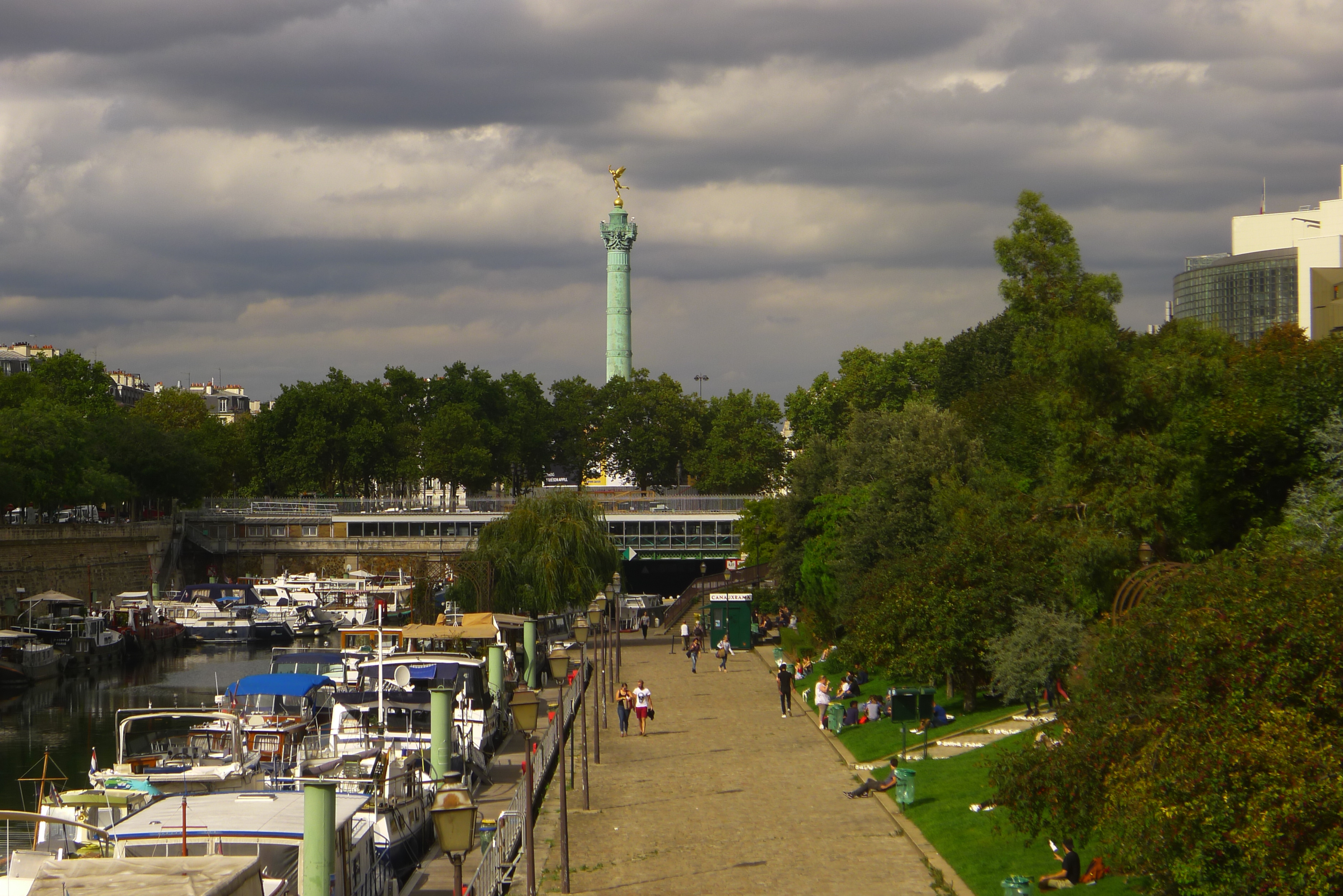
Le port avec autour le jardin.
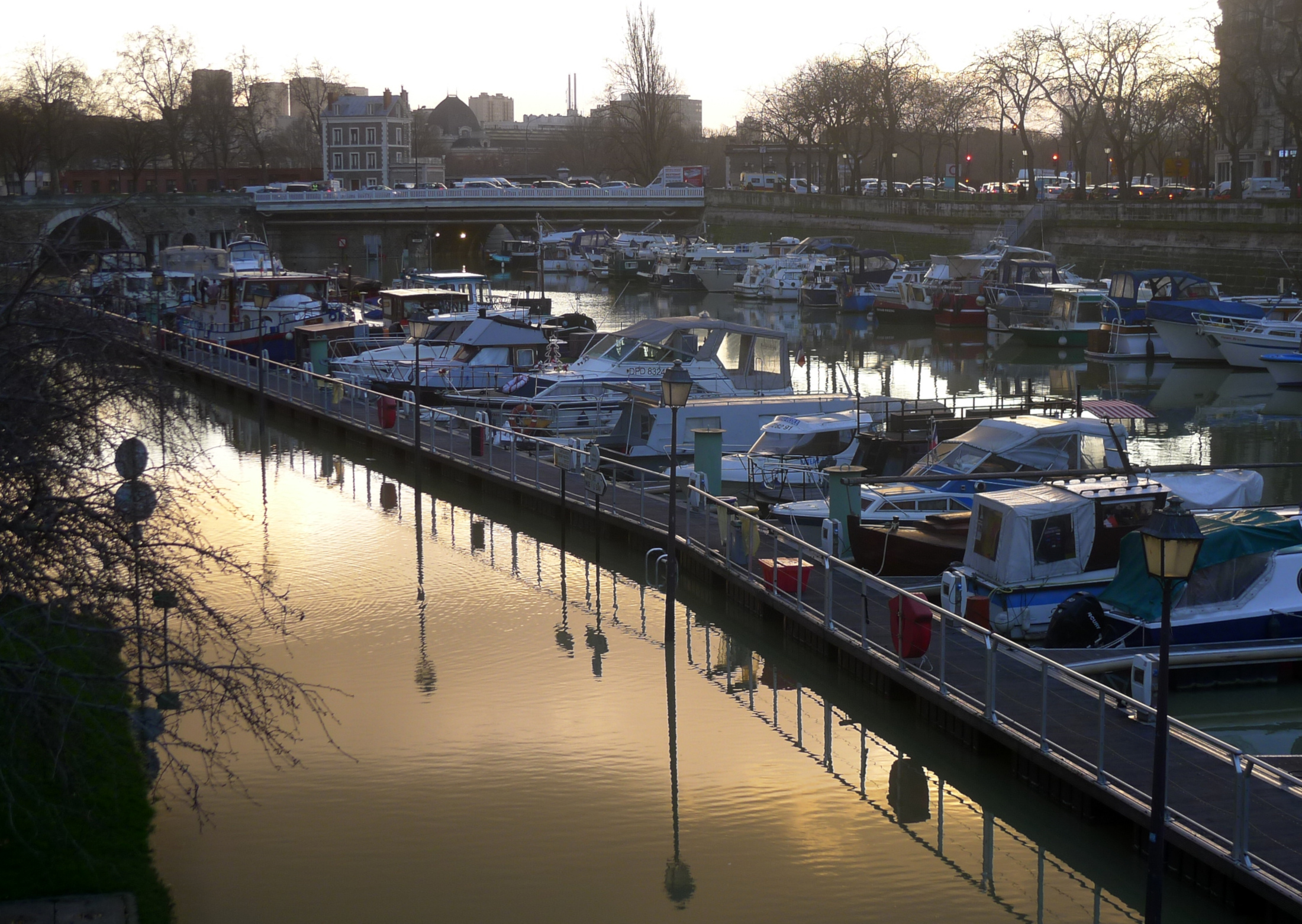
Le bassin de l'Arsenal inondé (janvier 2018)